# 夏綠
夏綠，是日本小說家、輕小說作家、漫畫原作者與科普文章作者。出生於大阪，神戶大學農學部畢業，大阪京都大學理學研究科博士，日本分子生物学会會員、宇宙作家俱樂部會員。代表作有小說《神燈女僕》、《人氣妹妹與受難的我》和漫畫原作《獸醫杜立德》（冷面獸醫）。
漫畫原作《獸醫杜立德》（冷面獸醫）、《新・日本經濟學入門》《我們的推理筆記》。學術書籍《遺傳基因·DNA的秘密》。

## 概要
夏綠作為四格漫畫家曾經兩度獲獎，一次是1992年使用「タタラ」和「秋茜」的名義發表的勇者鬥惡龍四格俱樂部。這之後以「なつみどり」的名義發表兩部作品，這之後就沒有四格漫畫作品。
1993年在第一回ABC廣播劇劇本大賞投稿《静寂の森》，最終輪選入圍候補，這部作品為之後出版的《理央の科学捜査ファイル》的前身。
1994年「なつみどり」的名義發表《海盜船GulfStrea》獲得第六屆Fantasia長篇小說大獎的佳作。隔年同作品在富士見Fantasia文庫出版，以筆名「夏緑」正式出道為小說家。

## 小說作品
富士見書房發行作品
- 海盜船GulfStrea （富士見Fantasia文庫）
- 理央の科学捜査ファイル系列（日语：理央の科学捜査ファイル） （富士見Mystery文庫）
- 凍牙～The Scapegoat （ドラゴンマガジン_(富士見書房)龍雜誌収録短編・単行本未収録作品）

Enterbrain發行作品
- タロット探偵MIKU系列 （Fami通文庫）

角川春樹事務所發行作品
- Imaginary disk（角川春樹事務所）

Media Factory發行作品
- 葉綠宇宙艦Terrarium系列（MF文庫J）
- 風水学園（日语：風水学園）系列 （MF文庫J）
- 風水少女系列 （MF文庫J）
- 神燈女僕！（日语：ぷいぷい!）系列（MF文庫J）
- 神燈女僕！！系列（MF文庫J）
- れも☆ねーど（MF文庫J）

Hobby Japan發行作品
- 戦姫系列 (HJ文庫）
- くろかの（日语：くろかの）（HJ文庫）
- 腐った林檎と吸血鬼（HJ文庫）
- ぼいレコ!（HJ文庫）
- 魔王學校裡只有我是勇者！？（HJ文庫）

史克威爾艾尼克斯發行作品
- DRAGON PLANET（EXノベルズ）

リーフ出版發行作品
- ドンこい!（ZIGZAG NOVELS）

小學館發行作品
- 人氣妹妹與受難的我（GAGAGA文庫）
- 補習クラスのデバッガーズ（GAGAGA文庫）

寶島社發行作品
- 暗黒魔王なオレ様TUEEE!（このライトノベルがすごい!文庫）

中外醫學社發行作品
- 科普輕小說《我可愛的病原體》

## 漫畫作品
- 少年偵探推理日記系列（日语：ぼくらの推理ノートシリーズ） （Fami通文庫）
- 獸醫杜立德

## 外部連結
- 作家・夏緑的HP